# 27 Dywizja Pancerna (III Rzesza)
27 Dywizja Pancerna (niem. 27. Panzer-Division ) – niemiecka dywizja  pancerna z okresu II wojny światowej

## Historia
Dywizja została zorganizowana rozkazem z dnia 1 października 1942 roku z Grupy Bojowej Michalik (Kampfgruppe Michalik) wywodzącej się z 22 Dywizji Pancernej.
Po utworzeniu wchodziła w skład początkowo w skład odwodu 2 Armii, a następnie weszła w skład odwodu węgierskiej 2 Armii. W styczniu 1943 roku skierowana na front w składzie niemieckiego XXIV Korpusu Pancernego węgierskiej 1 Armii walczy w rejonie Woroneża i nad rzeką Doniec.
W lutym 1943 roku weszła w skład III Korpusu Pancernego niemieckiej 1 Armii Pancernej. W czasie walk ponosi znaczne straty i w rozkazem z dnia 15 lutego 1943 roku zostaje rozwiązana.
Resztki jej pododdziałów przekazano jako uzupełnienie 7 Dywizji Pancernej i 24 Dywizji Pancernej.

## Dowódcy
- płk. Helmut Michalik (1942)
- płk. Hans Tröger (1942 – 1943)

## Skład dywizji
- 127 batalion pancerny (Panzer-Abteilung 127)
- 140 pułk grenadierów pancernych (Panzer-Grenadier-Regiment 140)
- 127 pułk artylerii pancernej (Panzer-Artillerie-Regiment 127)
- 27 pancerny batalion rozpoznawczy (Panzer-Aufklärungs-Abteilung 27)
- 127 dywizjon niszczycieli czołgów (Panzerjäger-Abteilung 127)
- 127 pancerny batalion pionierów (Panzer-Pionier-Bataillon 127)
- 127 pancerny batalion łączności (Panzer-Nachrichten-Abteilung 127)